# بنك الأقصى الإسلامي
بنك الأقصى الإسلامي أسس من قبل حماس في الأراضي الفلسطينية عام 1997 ليكون بمثابة الذراع المالي للمنظمة. حيث قام البنك بغسل وتحويل الأموال نيابة عن حركة حماس التي تصنفها الولايات المتحدة على أنها إرهابية حتى جمدت أصولها من قبل السلطات الأمريكية في عام 2001. حيث ألغي ترخيص البنك في عام 2010.

## التأسيس
أسس بنك الأقصى الإسلامي برأس مال قدره 20 مليون دولار وبدأ عمله في عام 1999. وقد دعم البنك بفضل المساهمات الواردة من جمعيات خيرية ومن أفراد منشئي البنك، رغم أن حماس تلق مساهمة كبيرة في عام 1998 من صاحب بنك البركة السعودي صالح عبد الله كامل ومن البنك الإسلامي الأردني التابع لبنك البركة.
كان كامل قد قدم دعماً مالياً كبيراً لـ "أسامة بن لادن" في عام 1983. حيث ظهر المليونير السعودي على قائمة الرعاة المزعومين لـ القاعدة التي تم الاستيلاء عليها في سراييفو في عام 2002 أثناء مداهمة مقر مؤسسة الخير العالمية. وكشفت العملية التي قادتها الشرطة البوسنية، والتي سميت لاحقًا باسم "السلسلة الذهبية"، وهي قائمة أكدها لاحقًا منشئ تنظيم القاعدة جمال الفضل، والتي ضمت 20 فردا من كبار الرعاة الماليين السعوديين ودول الخليج.
كان بنك الأقصى الإسلامي مملوكًا بنسبة 20% لشركة بيت المال القابضة، وهي مجموعة استثمارية مقرها في الضفة الغربية ولها فروع في الشرق، القدس وغزة. كانت المؤسستان الماليتان تشتركان في كبار المسؤولين والمديرين، وكان أغلبية المساهمين فيهما معروفين بأنهم تابعون لـ حماس. محمد صرصور وهو مواطن أمريكي شغل منصب نائب رئيس جامعة بير زيت، وكان نائبًا عامًا لبنك الأقصى الإسلامي ومديرًا عامًا لشركة بيت المال القابضة.
وقد أنشأ بيت المال في الأصل لجمع الأموال وتحويل الأموال للجمعيات التي حددتها السلطة الفلسطينية على أنها مرتبطة بحماس. حيث يعد كل من بنك الأقصى الإسلامي وبيت المال القابضة مالكين جزئيين لمجموعة سنقرط جلوبال و"يعملان بشكل تعاوني كحاجز بين حماس والجهات المانحة لها".

## التعاون مع سيتي جروب
قبل وقت قصير من بدء البنك عملياته، أصبحت الانتماءات مع حماس للعديد من أصحاب العمل وأعضاء مجلس الإدارة واضحة، حيث رفض عدد من البنوك تصفية معاملاتها.
وعلى وجه الخصوص، فإن عملية غسيل الأموال التي قام بها بنك الأقصى الإسلامي نيابة عن حماس كلفت البنك إمكانية القيام بأعمال تجارية في إسرائيل.
ولذلك ومن أجل التهرب من العقوبات الإسرائيلية، شرع بنك الأقصى في مشاريع مشتركة مع سيتي جروب، مما أدى إلى تشابك القسم الإسرائيلي للبنك.
وأدت المشاريع المشتركة مع سيتي جروب إلى إنشاء قاعدة بيانات مشتركة لإسرائيل. علاوة على ذلك فقد توسع التعاون بين سيتي بنك وبنك الأقصى الإسلامي إلى حد إيداع الأموال فيه ويمكن أيضا الوصول إلى حسابات الأقصى في أوروبا وفي الشرق الأوسط من إسرائيل من خلال فروع سيتي بنك.
وفي يناير وكانون الثاني عام 2001، افتتح سيتي بنك مكتبًا في تل أبيب. ثم شككت السلطات الإسرائيلية رسميًا في تعاونه مع بنك الأقصى الإسلامي وحثت سيتي جروب على طلب المشورة من وزارة الخزانة الأمريكية. ولم يصدر سيتي جروب أي معلومات عن رد وزارة الخزانة. إلا أن البنك قطع علاقاته مع الأقصى.
ولكن في تلك المرحلة، كان بنك الأقصى قد تلقى أموالاً بقيمة مليون دولار على الأقل من خلال سيتي بنك نيابة عن حماس.

## تدابير مكافحة الإرهاب
في 4 ديسمبر وكانون الأول عام 2001، وبعد هجمات انتحارية في إسرائيل أدت إلى مقتل 25 شخصًا وإصابة أكثر من 200 آخرين، حيث صنفت السلطات الأمريكية بموجب سلطة الأمر التنفيذي رقم 13224، أن حماس كمنظمة إرهابية ذات "امتداد عالمي" وتجميد أصوله مؤسسة الأرض المقدسة وبيت المال القابضة وبنك الأقصى الإسلامي. وكانت الكيانات الثلاثة تقدم الدعم المالي والمادي لحركة حماس.
وقامت سلطة النقد الفلسطينية بإلغاء ترخيص البنك اعتباراً من 1/4/2010.